# Academia Engelberg

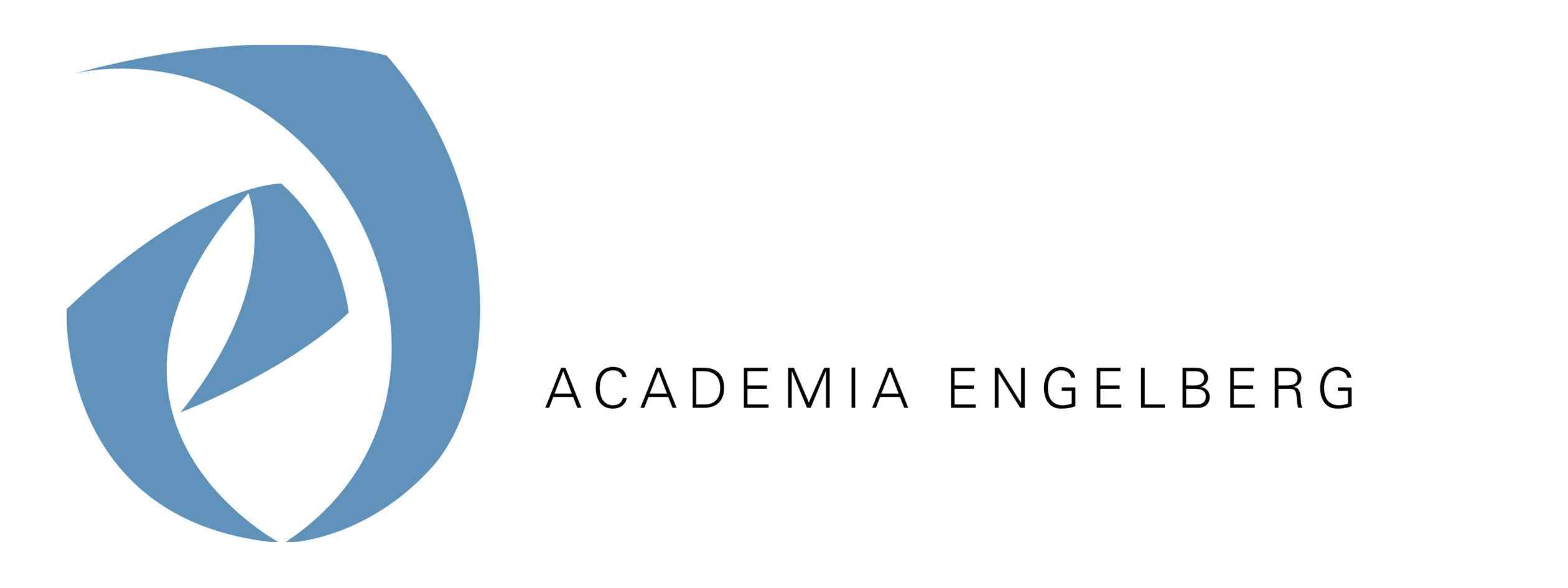
Logo der Stiftung Academia Engelberg

Teilnehmende Studenten vor dem Kloster Engelberg

Die Stiftung Academia Engelberg ist eine Schweizer Stiftung mit Sitz in Engelberg im Kanton Obwalden. 

## Gründung und Stifter
Die Stiftung wurde am 27. September 2001 gegründet. Gründungsmitglieder der Stiftung sind die Kantone Uri, Schwyz, Obwalden, Nidwalden, Luzern, Zug, die Gemeinde Engelberg und der Konzern Swiss Re. Die Stiftung untersteht der Bundesaufsicht.

## Stiftungszweck
Die Stiftung verfolgt das Ziel, Wissen zu vermitteln und zu nutzen. Sie fördert den Dialog über die wissenschaftlichen, technologischen und ökologischen Grundwerte der Gesellschaft. Die Stiftung finanziert die Veranstaltungen über Beiträge der öffentlichen Hand (Bund, Kantone, Gemeinden), der Wirtschaft, von Stiftungen. Sie ist keine Vergabungsstiftung, ist gemeinnützig und steuerbefreit.
Die Aktivitäten sind interdisziplinär und bringen Teilnehmer verschiedener Nationen, Kulturen und Religionen zusammen. Ein Schwergewicht wird auf den Kontakt zwischen den Generationen und den Geschlechtern gelegt.

## Jahreskonferenzen
Jährlich wird in Engelberg unter dem Namen «Engelberger Dialoge» ein mehrtägiger Wissenschaftsdialog zu einem Thema aus der Natur-, Technik- und Geisteswissenschaft organisiert. Eingeladen werden Persönlichkeiten aus Wissenschaft, Wirtschaft, Politik und Gesellschaft sowie Studierende. Die Konferenz soll nicht nur thematische Diskussionen anfachen, sondern Lösungsvorschläge präsentieren. 
Bisher wurden folgende Jahresthemen behandelt:
- 2002: «Von globalen Ungleichheiten zu einer humanen Welt»
- 2003: «Pervasive Computing»
- 2004: «Verändert das Klima die Welt»
- 2005: «Tabus im Gesundheitswesen»
- 2006: «Zukunft Energie»
- 2007: «Wasser – ein öffentliches oder privates Gut?»
- 2008: «Wachstum – Zwang oder Chance»
- 2009: «Gewalt in der menschlichen Gesellschaft»
- 2010: «Herausforderung Demokratie»
- 2011: «Personalisierte Medizin»
- 2012: «Zukunftsstädte»
- 2013: «Zukunft des Sozialstaates»
- 2014: «Nahrungssicherheit»
- 2015: «Zukunftsfähige Wirtschaftssysteme»
- 2016: «Im Grenzbereich»
- 2017: «Ist das Engelbergertal für den Klimawandel gewappnet?» (keine Konferenz, nur öffentlicher Abend)
- 2018: «Unlimitierte Migration?»
- 2019: «Der gläserne Patient»
- 2020: «Robotik warum – wozu – wohin?»
- 2021: «Zukunftsmusik Digitalisierung – alle [s]marter?»
- 2022: «Energie – geht uns morgen das Licht aus?»
- 2023: «Plastik: Erfolg – um welchen Preis?»
- 2024: «Wohlstand ohne Wachstum?»
- 2025: «Langlebigkeit: Fortschritt oder Realitätsverlust?»

## Folgeveranstaltungen
Zu einzelnen Jahresthemen wurden zwischen 2003 und 2012 Sonder- und Vertiefungsveranstaltungen durchgeführt. So fand im April 2005 eine Folgeveranstaltung der Konferenz 2003 zum Thema «Gläserner Mensch» statt.
Im November 2005 wurde zusammen  mit dem Schweizerischen Staatssekretariat für Bildung und Forschung und der ETH Zürich im Rahmen einer internationalen Diskussionsplattform zur Wissenschaftspolitik ein Meeting «European Research Area and Beyond» durchgeführt. 
Im August 2008 wurde zum Thema «Herausforderung Klimawandel» eine Folgeveranstaltung der Konferenz von 2007 organisiert. Im Januar 2012 wurde mit einer Vielzahl philosophischer Fragen das Seminar «Die Umwelt und der freie Markt» in Vaduz eröffnet.